# Enrique Jerez
Enrique Jerez Rodríguez (Cartagena, 27 settembre 1986) è un pilota motociclistico spagnolo ritiratosi dall'attività agonistica.

## Carriera
Ha preso parte al campionato Europeo Velocità in classe 125 nel 2002, 2003 e 2004, piazzandosi rispettivamente al 29º, al 31º e al 10º posto, in tutte le occasioni alla guida di una Honda.
Per quanto riguarda le competizioni del motomondiale il suo esordio risale alla stagione 2004 in cui ha partecipato, grazie a wild card ai tre Gran Premi disputati in Spagna, senza ottenere alcun punto valido per la classifica mondiale.
L'anno successivo, questa volta alla guida di una Derbi ma sempre nella stessa classe, ottiene due punti grazie a due piazzamenti e lo si trova al 34º posto nella classifica iridata.
Anche gli anni successivi, fino al 2008, lo vedono al via in qualche occasione, sia con moto Aprilia che KTM, sempre però senza ottenere risultati di particolare rilievo. Terminata la propria carriera agonistica rimane nel mondo del motociclismo come istruttore in pista.

## Risultati nel motomondiale
| 2004 | Classe | Moto  |  |    |  |  |    |  |  |  |  |  |  |  |  |  |  |    |  |  | Punti | Pos. |
| ---- | ------ | ----- |  | -- |  |  | -- |  |  |  |  |  |  |  |  |  |  | -- |  |  | ----- | ---- |
| 2004 | 125    | Honda |  | 25 |  |  | 26 |  |  |  |  |  |  |  |  |  |  | 26 |  |  | 0     |      |

| 2005 | Classe | Moto  |  |  |  |  |  |     |  |    |  |  |  |    |    |    |  |  |    |  | Punti | Pos. |
| ---- | ------ | ----- |  |  |  |  |  | --- |  | -- |  |  |  | -- | -- | -- |  |  | -- |  | ----- | ---- |
| 2005 | 125    | Derbi |  |  |  |  |  | Rit |  | NE |  |  |  | 15 | 19 | 15 |  |  | 18 |  | 2     | 34º  |

| 2006 | Classe | Moto    |    |  |  |  |  |  |  |  |  |  |    |  |  |  |  |  |  |  | Punti | Pos. |
| ---- | ------ | ------- | -- |  |  |  |  |  |  |  |  |  | -- |  |  |  |  |  |  |  | ----- | ---- |
| 2006 | 125    | Aprilia | 24 |  |  |  |  |  |  |  |  |  | NE |  |  |  |  |  |  |  | 0     |      |

| 2007 | Classe | Moto  |  |  |  |  |  |  |  |    |    |  |    |  |  |  |  |  |  |  | Punti | Pos. |
| ---- | ------ | ----- |  |  |  |  |  |  |  | -- | -- |  | -- |  |  |  |  |  |  |  | ----- | ---- |
| 2007 | 125    | Honda |  |  |  |  |  |  |  | 14 | 23 |  | NE |  |  |  |  |  |  |  | 2     | 28º  |

| 2008 | Classe | Moto |  |  |  |  |  |  |  |  |  |  |    |  |  |  |  |    |     |    | Punti | Pos. |
| ---- | ------ | ---- |  |  |  |  |  |  |  |  |  |  | -- |  |  |  |  | -- | --- | -- | ----- | ---- |
| 2008 | 125    | KTM  |  |  |  |  |  |  |  |  |  |  | NE |  |  |  |  | 19 | Rit | 15 | 1     | 32º  |

| Legenda | 1º posto        | 2º posto            | 3º posto            | A punti      | Senza punti        | Grassetto – Pole position Corsivo – Giro più veloce |
| Legenda | Gara non valida | Non qual./Non part. | Ritirato/Non class. | Squalificato | '-' Dato non disp. | Grassetto – Pole position Corsivo – Giro più veloce |